# Lycosa madagascariensis
Lycosa madagascariensis là một loài nhện trong họ Lycosidae.
Loài này thuộc chi Lycosa. Lycosa madagascariensis được Vinson miêu tả năm 1863.